# سافاری (فیلم ۱۹۵۶)
«سافاری» (انگلیسی: Safari (1956 film)) یک فیلم به کارگردانی ترنس یانگ است که در سال ۱۹۵۶ منتشر شد. از بازیگران آن می‌توان به ویکتور ماتیور، جنت لی، و رولاند کالور اشاره کرد.